# Halsbandsmånbröst
Halsbandsmånbröst (Melanopareia torquata) är en fågel i familjen månbröst inom ordningen tättingar.

## Utseende och läte
Halsbandsmånbröstet är en vacker fågel med lång stjärt som den kan hålla rest. Den är mestadels olivbrun med rostfärgad nacke, svart ögonmask och vitt ögonbrynsstreck. På halsen syns ett tydligt svart band med en tunn linje ovanför som kontrasterar med beige färg i ansikte och på undersidan. Sången består av en vittljudande serie med tjippande toner som upprepas kontinuerligt. 

## Utbredning och systematik
Halsbandsmånbröst delas in i tre underarter:
- Melanopareia torquata bitorquata – förekommer i cerrado i Bolivia (nordöstra Santa Cruz) och närliggande Brasilien (sydvästra Mato Grosso)
- torquata-gruppen
  - Melanopareia torquata rufescens – förekommer lokalt i centrala Brasilien och nordostligaste Paraguay

'* Melanopareia torquata torquata – förekommer lokalt i inre östra Brasilien (södra Piauí och västra Bahia)

## Levnadssätt
Halsbandsmånbröstet hittas i gräsmarker med spridda buskar. Där lever den ett skyggt och tillbakadraget liv.

## Status
Arten har ett stort utbredningsområde och beståndet anses stabilt. Internationella naturvårdsunionen IUCN listar den därför som livskraftig (LC).